# بلدي الخاصة أيداهو (فلم)
بلدي الخاصة أيداهو (بالإنجليزية: My Own Private Idaho) فيلم دراما، ومغامرات أمريكي مستقل لعام 1991 من تأليف وإخراج جاس فان سانت، مقتبس من قصة هنري الرابع لشكسبير (الجزء الأول، والثاني من هنري الرابع، وهنري الخامس). تتبع القصة صديقين، مايك ووترز وسكوت فافور، يلعبها ريفر فينيكس، وكيانو ريفز على التوالي، بينما يشرعان في رحلة اكتشاف شخصي تنقلهم من بورتلاند بولاية أوريغون إلى مسقط رأس مايك في أيداهو، ثم إلى روما بحثًا عن والدة مايك.
كتب فان سانت السيناريو في سبعينات القرن الماضي، لكنه تجاهلها بعد قراءة رواية جون ريشي عام 1963 «مدينة الليل» وخلص إلى أن معاملة ريشي لموضوع المحتالين في الشوارع كانت أفضل من تعامله معها. أعاد فان سانت، بعد سنين، كتابة السيناريو الذي يتألف من قصتين: قصة مايك والبحث عن والدته، وقصة سكوت كتحديث لمسرحيات هنري الرابع. واجه فان سانت صعوبة في الحصول على تمويل من هوليوود، وفي وقت ما فكر في صنع الفيلم بميزانية صغيرة مع طاقم من أطفال الشوارع الفعليين. أرسل فان سانت نصه إلى ريفز، وعرضه ريفز على فينيكس، وافق كلاهما على تمثيل الفيلم نيابة عن بعضهما البعض.
عرض الفيلم لأول مرة في مهرجان البندقية السينمائي الدولي الثامن والأربعين، وتلقى مراجعات إيجابية إلى حد كبير من النقاد، بما في ذلك الناقد الكبير روجر إيبرت، وصحيفة نيويورك تايمز، وانترتينمنت ويكلي. حقق الفيلم نجاحًا ماليًا معتدلًا، حيث حقق أكثر من 6.4 مليون دولار في أمريكا الشمالية، أعلى من ميزانيته المقدرة بـ 2.5 مليون دولار. حصل فينيكس على العديد من الجوائز لأدائه في الفيلم، بما في ذلك كأس فولبي لأفضل ممثل في مهرجان البندقية السينمائي عام 1991، وأفضل ممثل رئيسي من جوائز إندبندنت سبيريت، وأفضل ممثل من الجمعية الوطنية لنقاد السينما.
يعتبر فيلم «بلدي الخاصة أيداهو» فيلماً تاريخياً لمجموعة «السينما الجديدة الغريبة» (استخدمت هذه التسمية منذ ثمانينات القرن الماضي لنوعية الأفلام المستقلة التي تقدم أفلام للمثليين والمتحولين)، ومنذ صدوره، نمت شعبيته واعتبر من الأفلام الطائفية الكلاسيكية cult classic، خاصة بين جماهيرLGBT (المثليين من الذكور، ومن الإناث، والمتحولين وأصحاب ثنائية الجنس). يتميز الفيلم بموضوعه الذي كان محظورًا في ذلك الوقت وأسلوبه الطليعي.

## طاقم التمثيل
ريفر فينيكس: في دور مايكل «مايك» ووترز
كيانو ريفز: في دور سكوت فافور
جيمس روسو: في دور ريتشارد ووترز
وليام ريتشرت: في دور بوب بيجون
كيارا كاسيلي: في دور كارميلا
أودو كير: في دور هانز
رودني هارفي: في دور جاري
مايكل باركر: في دور الحفار
جيسي توماس: في دور دينيس
غريس زابريسكي: في دور ألينا
فلي: في دور بود
توم تروب: في دور العمدة جاك فافور
فانا أوبراين: في دور شارون ووترز (والدة مايك)
جيم كافيزيل: في دور كاتب طيران
ويد إيفانز: في دور وايد

## أحداث الفيلم
يقف محتال الشوارع الصغير مايك (ريفر فينيكس) بمفرده على امتداد مهجور من الطريق السريع. يتحدث إلى نفسه ويلاحظ أن الطريق يبدو «كوجه شخص ما، مثل وجه ممل»، ثم يهيم، ويحلم بوالدته التي تريحه، ويبدأ عرض الأفلام المنزلية عن طفولته في ذهنه. يقطع أحد العملاء من سياتل حبل أفكار مايك، ليعود إلى الأماكن المفضلة لديه لالتقاط العملاء. تقابله امرأة ثرية كبيرة في السن وتأخذه إلى قصرها، حيث يجد اثنين من زملائه المحتالين الذين وظفتهم أيضًا. واحد منهم هو سكوت فافور (كيانو ريفز)، أفضل صديق لمايك، والآخر هو غاري (رودني هارفي). أثناء الاستعداد لممارسة الجنس مع المرأة، يواجه مايك حلقة أخرى من أحلام اليقظة، ويستيقظ في اليوم التالي مع سكوت في بورتلاند، أوريغون.
يلتقى مايك وسكوت مع بوب بيجون (وليام ريتشرت)، رئيس عصابة من أطفال الشوارع الذين يعيشون في مبنى سكني مهجور. يعترف سكوت، ابن عمدة بورتلاند، لبوب بأنه عندما يبلغ من العمر 21 عامًا، سيرث ثروة والده ويتقاعد من صخب الشوارع.
يتوق مايك للعثور على والدته، لذلك يغادر هو وسكوت إلى أيداهو لزيارة ريتشارد (جيمس روسو) شقيق مايك الأكبر. يعترف مايك خلال هذه الرحلة، لسكوت بأنه مغرم به، ويرد سكوت بلطف، أنه لا ينام إلا مع الرجال مقابل المال. يحاول ريتشارد إخبار مايك من هو والده الحقيقي، لكن مايك يقول إنه يعرف أنه ريتشارد. يخبر ريتشارد مايك أن والدتهما تعمل خادمة في فندق؛ عندما يزور مايك وسكوت مكان عملها، يكتشفوا أنها ذهبت إلى إيطاليا بحثًا عن عائلتها، وفي الفندق، يقابلون هانز (أودو كير)، الرجل الذي أوصلهم إلى بورتلاند، ويقومون بممارسة الدعارة.
يسافر مايك وسكوت إلى إيطاليا بالأموال التي ربحوها من هانز. يجدون مزرعة ريفية حيث تعمل والدة مايك كخادمة ومعلمة للغة الإنجليزية. تعيش هناك الفتاة كارميلا (كيارا كاسيلي)، وتخبر مايك أن والدته عادت إلى الولايات المتحدة منذ أشهر. يقع سكوت وكارميلا في الحب ويعودان إلى الولايات المتحدة، تاركين مايك المحطم القلب للعودة بمفرده. يموت والد سكوت، ويرث سكوت ثروته.
يواجه بوب وعصابته سكوت، بعد تغير أوضاع حياته، في مطعم أنيق، لكنه يتنكر لهم، وفي تلك الليلة يصاب بوب بنوبة قلبية قاتلة، وفي اليوم التالي، تقيم العصابة جنازة صاخبة لبوب، وفي نفس المقبرة، على بعد أمتار قليلة، يحضر سكوت جنازة رسمية لوالده. تأتي نهاية الفيلم، حيث يعود مايك إلى الامتداد المهجور لطريق أيداهو السريع، وهو في حلم يقظته، ويوقف شخصان غريبان شاحنة ويأخذوا حقيبة ظهر مايك، وحذائه وينطلقوا بعيدًا، وبعد لحظات، يقف شخص مجهول يقود سيارة، ويلتقط مايك وهو فاقداً للوعي ويبتعد.

## تطور فيلم «بلدي الخاصة أيداهو»
نشأ الفيلم من رواية «مدينة الليل» الصادرة 1963 والتي تضمنت محتالين في الشوارع لا يعترفوا بأنهم مثليين. تمت كتابة السيناريو الأصلي لفان سانت في السبعينيات، عندما كان يعيش في هوليوود. شعر فان سانت بعد قراءة كتاب ريشي، أن الكتاب أفضل بكثير مما كان يكتبه، وأوقف السيناريو لسنوات.
صادف فان سانت، في عام 1988 وأثناء العمل على فيلمه مالا نوتشيه، شاب الشوارع مايكل باركر، الذي ألهم شخصية مايك في فيلم «بلدي الخاصة أيداهو». كان لباركر أيضًا صديق اسمه سكوت، وهو شاب شوارع مثله، ولهذا جعل فان سانت شخصية سكوت، في السيناريو، شاباً ثريًا، والتقى فان سانت بعد ذلك، بمحتالين شوارع كثيرين في بورتلاند، مما دعاه لتشكيل سيناريو فيلمه «بلدي الخاصة أيداهو».

## استقبال الفيلم
عرض الفيلم لأول مرة في مهرجان البندقية السينمائي الدولي 48 في 4 سبتمبر 1991، كما تم عرضه في مهرجان دوفيل السينمائي السابع عشر، ومهرجان تورنتو السينمائي الدولي السادس عشر، ومهرجان نيويورك السينمائي التاسع والعشرين. صدر الفيلم في دور عرض محدودة في الولايات المتحدة في 29 سبتمبر 1991، وحقق 6.4 مليون دولار في أمريكا الشمالية، أعلى من ميزانيته المقدرة بمبلغ 2.5 مليون دولار.
حقق فيلم فان سانت إشادة كبيرة من النقاد. كتب الناقد السينمائي روجر إيبرت: «إن إنجاز هذا الفيلم هو أنه يريد أن يستحضر تلك الحالة من الانجراف، وهذا ما حدث. لا توجد حبكة ميكانيكية، ولا يوجد اختبار مفتعل للأبطال». كتب بيتر ترافرس في مراجعته لمجلة رولينج ستون: «نهج فان سانت الواضح وغير العاطفي لحوادث تدور حول الخيانة والموت ينعكس في العروض المغناطيسية من ريفز وفينيكس». كتب فنسنت كانبي في مقالته بصحيفة نيويورك تايمز: «إن العروض وخاصة من النجمين الشابين، مفاجئة بقدر ما هو مؤكد. السيد فينكس (دوجفايت)، والسيد ريفز (من فيلمي بيل وتيد الكوميديين) يقدموا أفضل دورين لهما منذ سنوات. الأدوار بهذه الكثافة، للممثلين الشباب، لا تأتي بهذه الكثافة في كثير من الأحيان». أشاد ديفيد أنسن في مراجعته لمجلة نيوزويك، بأداء فينيكس: «مشهد النار الذي يعلن فيه مايك بشكل محرج عن حبه غير المتبادل لسكوت هو أعجوبة من الرقة. في هذا المشهد، وفي كل مشهد، ينغمس فينيكس بعمق في شخصيته لدرجة أنك تكاد تنسى أنك رأيته من قبل. إنه أداء حساس بشكل مذهل ومؤثر وكوميدي في آن واحد».
منحت مجلة "ويكلي انترتينمنت" الفيلم تصنيف (-A)، وكتب أوين ج ليبرمان: "عندما يعرض علينا فان سانت صورًا سريعة لغيوم تتدحرج عبر حقول القمح، يتخطى الجهاز المألوف والكليشيهات، لأنه مرتبط بالطريقة التي يتبعها مايك، وفي رسالته عزلة مظلمة، ويختبر حياته الخاصة (كقطعة من السريالية)... الجمال المطلق والمعبّر لتلك الصور ظل يطاردني لأيام". كتب جيه هوبرمان، في مراجعته لمجلة "ذا فيليج فويس": "بينما يتلاشى فينيكس مع انتصار متهور في دوره، يقف ريفز، أو يتمايل أحيانًا، بجانبه بشكل غير مريح، غير قادر على إبراز حتى ذكاء مات ديلون الذي يسخر من نفسه في دوره في "مستودع أدوية راعي البقر".
كتب هال هينسون من صحيفة واشنطن بوست: «إن حساسية جوس فان سانت أصلية تمامًا، طازجة تمامًا. يضيف» بلدي الخاصة أيداهو«مكونًا جديدًا: نوع من حلاوة البوهيمية ... لقد أحببته». صحيفة «يو إس توداي» على عكس النقاد السابقين، منحت الفيلم نجمتين ونصف  من أصل أربعة نجوم، واصفةً إياه بأنه: «لا شيء سوى القطع الثابتة المعروفة سلفاً؛ ملقاة في مزيج يكاد يكون معناه خاصًا بشكل شبه مؤكد».
كتب ريتشارد شيكل من مجلة تايم: «ما هي الحبكة التي اقتبسها، بشكل غير محتمل، من هنري الرابع، وكلما تمكن أي شخص من نطق فقرة كاملة، عادة ما تكون إعادة صياغة لشكسبير. لكن هذا فرض يائس على فيلم خامل أساسًا». كتب تيرنس رافرتي لصحيفة نيويوركر: «تقطعت السبل بفان سانت، وحصر الممثلين في فيلم مليء بالشخصيات المسطحة والأفكار السيئة، لكن فينيكس يسير على الطريق، من طريق إلى طريق، كما لو كان محاطًا بأشباح مجيدة».
منح موقع الطماطم الفاسدة الفيلم تقييم مقداره 79% بناء على آراء 58 ناقد، وكتب الإجماع النقدي للموقع: "لمحة محيرة لمخرج موهوب ونجومه جميعًا في قمة أدوارهم الخاصة، إعادة صياغة فان سانت الفضفاضة لهنري الرابع هي ذكية وحزينة وجريئة. منح موقع ميتاكريتيك الفيلم تقييم مقداره 77%، مما يشير إلى التقييمات الإيجابية بشكل عام.

## الجوائز
حصل الفيلم على جائزة شوتايم الدولية للنقاد في مهرجان تورنتو السينمائي عام 1991. حصل ريفر فينيكس على كأس فولبي لأفضل ممثل في عام 1991 مهرجان البندقية السينمائي. قال الممثل، فيما يتعلق بالفوز: «لا أريد المزيد من الجوائز... البندقية هي المهرجان الأكثر تقدمًا. أي شيء آخر سيكون رمزًا». حصل فينيكس على جائزة أفضل ممثل من جوائز إندبندنت سبيريت وأفضل ممثل من الجمعية الوطنية لنقاد السينما. مع 6 ترشيحات من أصل 7 ترشيحات من جوائز إندبندنت سبيريت.
مهرجان دوفيل السينمائي 8 سبتمبر 1991: فاز بجائزة النقاد لأفضل فيلم، وجائزة كوب دو كور ال تي سي لأفضل ممثل.
جوائز إندبندنت سبيريت 28 مارس 1992: فاز بجوائز أفضل ممثل، وأفضل سيناريو، وأفضل موسيقى، وترشح لجوائز أفضل فيلم، وأفضل مخرج، وأفضل تصوير.
جوائز جمعية لوس أنجلوس لنقاد السينما في 21 يناير 1992: المركز الثاني في أفضل تصوير.
جوائز الجمعية الوطنية لنقاد السينما 5 يناير 1992: فاز بجائزة أفضل ممثل (ريفر فينيكس).
جوائز نقاد دائرة أفلام نيويورك 12 يناير 1992: المركز الثاني لأفضل ممثل (ريفر فينيكس).
جوائز نقابة المنتجين الأمريكية 3 مارس 1993: المنتج الواعد لأفلام مأخوذة من المسرح: فازت بالجائزة لوري باركر.
مهرجان تورونتو السينمائي الدولي 14 سبتمبر 1991: فاز بجائزة النقاد الدوليين لأفضل فيلم.
مهرجان البندقية السينمائي 14 سبتمبر 1991: ترشح لجائزة الأسد الذهبي لأفضل فيلم، وفاز بجائزة كأس فولبي لأفضل ممثل (ريفر فينيكس).

## روابط خارجية
- بلدي الخاصة أيداهو على موقع IMDb (الإنجليزية)
- بلدي الخاصة أيداهو على موقع ميتاكريتيك (الإنجليزية)
- بلدي الخاصة أيداهو على موقع الموسوعة البريطانية (الإنجليزية)
- بلدي الخاصة أيداهو على موقع روتن توميتوز (الإنجليزية)
- بلدي الخاصة أيداهو على موقع نتفليكس (الإنجليزية)
- بلدي الخاصة أيداهو على موقع ألو سيني (الفرنسية)
- بلدي الخاصة أيداهو على موقع Turner Classic Movies (الإنجليزية)
- بلدي الخاصة أيداهو على موقع أول موفي (الإنجليزية)
- بلدي الخاصة أيداهو على موقع بوكس أوفيس موجو (الإنجليزية)
- بلدي الخاصة أيداهو على موقع فيلمافينيتي (الإسبانية)